# Прераст Шупља стена
Прераст Шупља стена је природни камени мост и представља споменик природе од изузетног значаја, који је под заштитом државе.

## Положај
Ова заштићена област се налази у источној Србији, на неких 12 km од Мајданпека, чијој територији општине и припада, на 1300 m од регионалног пута, у близини места Рудна Глава, у долини реке Ваља Прераст.
Приступ локалитету је асфалтни пут до ушћа речице Ваља Прераст у Шашку реку, а затим колским путем - пешачком стазом до природног каменог моста.
Надморска висина корита речице Ваља Прераст испод прерасти износи 290 m.

## Основна вредност
Споменик природе Прераст Шупља стена је посебно значајан због своје изузетности и очуваности као геоморфолошки објекат. Шупља стена се пружа од југозапада ка североистоку у дужини од 100 m. Импозантне је висине од 44,8 m, док ширина између лукова у висини речног корита износи свега 9,7 m.
Завод за заштиту природе је после извршене стручне експертизе 1959. године прогласио камени мост  Шупља стена за геоморфолошки споменик природе.
Прераст је усечена у виду грандиозног природног каменог моста у масивима титон-валендинским кречњацима.
Импозантна висина прерасти до горње ивице лука износи 44,8 m, што овај мост чини највишим у Србији, док је ширина отвора при дну, у ширини речног корита 9,7 m. Заштићени предео обухвата и истоимену планинску реку која испод ње пролази. Заједно чине атрактиван и веома значајан туристички амбијентални простор.